# Ashley Massaro
Ashley Marie Massaro (26. května 1979 – 16. května 2019) byla americká profesionální wrestlerka, modelka a generální manažerka. Nejvíce známa byla pro své působení ve World Wrestling Entertaiment (WWE) a účasti v reality show Kdo přežije: Čína.
Ve WWE debutovala poté, co v roce 2005 vyhrála soutěž Diva Search. Po počátečním soupeření s týmem Vince's Devils, se stala manažerkou WWE Tag Teamových šampiónů Paula Londona a Briana Kendricka. Nejúspěšnější zápasy během její kariéry byl šampionát o titul proti Melině na WrestleManii 23 a Playboy Bunnymania Lumberjill zápas na WrestleManii XXIV. WWE opustila v roce 2008. Během působení v této společnosti se objevila na obálkách mnoha časopisů. V dubnu 2007 se objevila i v magazínu Playboy. Vystoupila v několika televizních show a zahrála si v hudebních videoklipech.

## Profesionální wrestlingová kariéra
Po porážce ostatních sedmi finalistek už jí nic nebránilo v tom, aby vyhrála soutěž Diva Search 2005. Vítězkou byla prohlášena 15. srpna 2005 během show Raw. Její výhra znamenala i zisk 250 000 dolarů a kontrakt na jeden rok s WWE.
Příští týden byla napadena Candice Michelle a Torrie Wilson, které předstíraly že jí v této show vítají. Ve svém debutovém zápase byla ke své smůle ještě poražena Victoriou. Později se ale spojila s Trish Stratus která jí pomohla odrazit útoky od tří div. Tento pár porazil trio které si říkalo Ladies in Pink (později Vince's Devils – parodie na Charlieho andílci). Na začátku roku 2006 se stala obětí útoků Mickie James. Na Royal Rumble byla Ashley Mickie poražena a získala tak Women's titul. U tohoto zápasu byla Trish Stratus jako speciální rozhodčí. Titul ale získala zpět v dalším týdnu na Raw v předzápase.
Během 20. února 2006 si během zápasu zlomila nohu, což jí vyloučilo z velkého Divas Royal zápasu a její spor s Mickie se také zkrátil. Dokonce musela na operaci, kde jí dali do nohy osm šroubů. I během zranění se ale občas objevila na Raw a přispěla tak do akce Trish / Mickie, bohužel v neaktivní roli. 2. června se na televizní obrazovky vrátila, nyní byla přesunuta do rosteru SmackDown!, jako speciální komentátorka pro zápas Kristal Marshall proti Jillian Hall. Později se spojila s Jillian a začaly mít spor s Michelle McCool a Kristal. Na show Great American Bash vyhrála zápas Fatal Four-Way Bra&Panties, kde sundala oblečení všem svým soupeřkám. 4. srpna v epizodě SmackDown! si v zápase proti Kristal zlomila koleno.

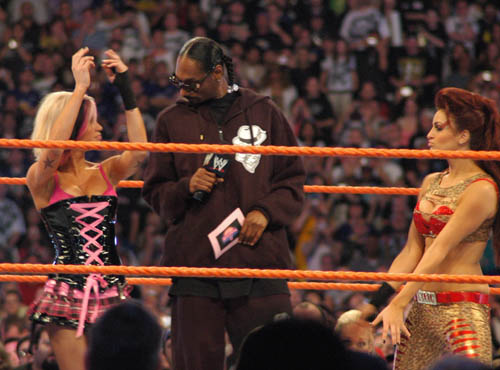
Ashley a Maria se Snoop Doggem na WrestleManii

Z tohoto zranění se zotavila a do ringu se vrátila 8. září 2006, kde společně s Paulem Londonem a Brianem Kendrickem porazila Idola Stevense, KC Jamese a Michelle McCool v týmovém zápase. Po vítězství se stala manažerkou těchto svých dvou partnerů, doprovázela je do ringu na jejich zápasy ve SmackDownu! i na pay-per-view. V průběhu 16. února v epizodě SmackDown! představila obálku magazínu Playboy, kde byla na titulní stránce. Tím se dostala do sporu s Jillian Hall, která jí záviděla. A nejen s ní, začala se nesnášet i s tehdejší držitelkou titulu, Melinou. Hádka mezi divami propukla i na show Miz TV. Na WrestleManii 23 ji Melina porazila v jubilejním zápase a udržela si tak titul.
Po WrestleManii pokračovala v manažování Tag Team šampiónů Paula Londona a Briana Kendricka. 13. dubna na SmackDownu byla napadena Jillian. Ve skutečnosti si uvolnila šroub v kotníku. Zanedlouho se vrátila, ale moc dlouho nepobyla. V rámci akce polila Vince McMahona kafem. Za to byla suspendována na dobu neurčitou, to vše kvůli tomu, že musela natáčet show Kdo přežije. 7. ledna 2008 se z natáčení vrátila do Raw kde měla Battle Royal proti Maria, Jillian, Melina a Mickie James. V tomto zápase nahradila Candice Michelle která byla zrovna zraněná. Dne 9. července 2008 byla ze svého kontraktu s WWE propuštěna. Týden před propuštěním zveřejnila, že požádala aby jí vyhodili kvůli tomu, že je její dcera nemocná.

### World Independent Ladies' Division (2011-současnost)
29. srpna 2011 bylo oznámeno, že začala pracovat pro WILD Wrestling. Dne 1. října s ní majitel této společnosti, Travis Leland, podepsal smlouvu jako nová generální manažerku.

## Ostatní media

### Kdo přežije
V roce 2007 byla účastnicí show stanice CBS Kdo přežije: Čína. Nejdříve svůj nápad na účast v soutěži sdělila WWE a poté, co se zúčastnila castingu, zjistila že dělala show deset dní předtím než měla odjet do Číny. Neměla žádné zkušenosti, protože nikdy před tím nekempovala a tak si na pobyt venku musela zvykat. V první epizodě byla přidělena do kmene Zhan Hu a rychle se začala hádat se svým kolegou, soutěžícím Davem Cruserem. Ve druhé epizodě, po šesti dnech vypadla s šesti hlasy ze sedmi.

### Modeling a herectví
Soutěžila v Miss Hawaiian Tropic kde byla v roce 2002 korunována Miss Hawaiian Tropic USA a Miss Hawaiian Tropic Canada srpnu 2004. Objevila se v časopisech jako FHM, Stuff, Maxim, obálka Playboye když působila ve WWE, předtím pro Playboy pózovala v roce 2003 a 2004. Snažila se vyhrát Playboy soutěž, když hledali modelku 50th Anniversary Playmate Hunt. Navíc se objevila v časopise Femme Fatale a Flex. Také se stala hostem v pořadu od kanálu E!, Wild On! a v Breaking Bonaduce jako osobní trenérka Dannyho Bonaduce. Společně s wrestlery Johnem Cenou a Batistou se účastnila natáčení pořadu Vítejte doma!. Byla zapojena do kampaní Hawaiian Tropic a Yamaha.
V únoru 2007 Ashley a Glenn "Kane" Jacobs natáčeli epizodu seriálu stanice The CW Smallville. Tato epizoda byla odvysílána 22. března 2007. V dubnu 2007 se také objevila jako host v show od Fuse TV jménem The Sauce. Společně s několika dalšími divami 20. dubna 2007 natočila videoklip k Timbaland feat. The Hives – "Throw It On Me". Další rok si zahrála ve videoklipu skupiny Rev Theory k songu "Hell Yeah".

## Osobní život
Ashley vyrůstala v Babylonu v New Yorku kde její bratr a otec zápasili v amatérském wrestlingu. Získala bakalářský titul v oboru komunikace a podnikání na Newyorské státní univerzitě.
Dříve měla vztah se svým kolegou, wrestlerem Mattem Hardym. Potom opět s wrestlerem, do své smrti to byl Paul London. Také chodila s Chuckem Comeau z kapely Simple Plan.
Zůstala po ní jedna dcera. Když v roce 2008 dcera onemocněla, Ashley požádala WWE o předčasné propuštění aby o ni mohla pečovat.
V květnu 2008 časopis Rolling Stone uvedl, že Ashley pracuje v eskortní agentuře v Los Angeles. Na své stránce na Myspace ale zveřejnila že "je rozrušená" a fanouškům vzkázala "ať tomu nevěří ani na sekundu".
Měla na těle několik tetování vč. černé a růžové námořní hvězdy na zadní straně obou loktů, dále růžový a červený drak s nápisem "Nevěř nikomu (anglicky Trust No One)" na pravé straně jejího trupu a motýl na pravém boku. Také měla několik piercingů včetně 'Monroe' (piercing blízko rtu) a 'Snakebites' (piercing na každé straně jednoho rtu).

## Ve wrestlingu
Zakončovací chvaty
- Starstruck (Diving elbow drop)
- Spear

Ostatní chvaty
- Headscissors takedown
- Hurricanrana pin
- Monkey flip
- Diving crossbody

Jako manažerka
- Trish Stratus
- Paul London a Brian Kendrick
- Layla El
- Maria Kanellis

Theme songy
- "Be Yourself" od Audioslave
- "Light a Fire" od Aiden